# Mauritsstad

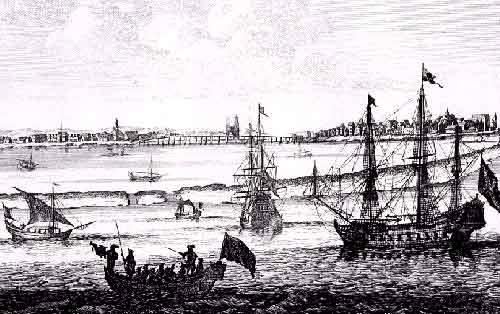
Mauritsstad nel 1645, incisione di Peter Schenk, dal Rerum in Brasilia et alibi gestarum di Casparus Barlaeus, basata su un disegno di Frans Post

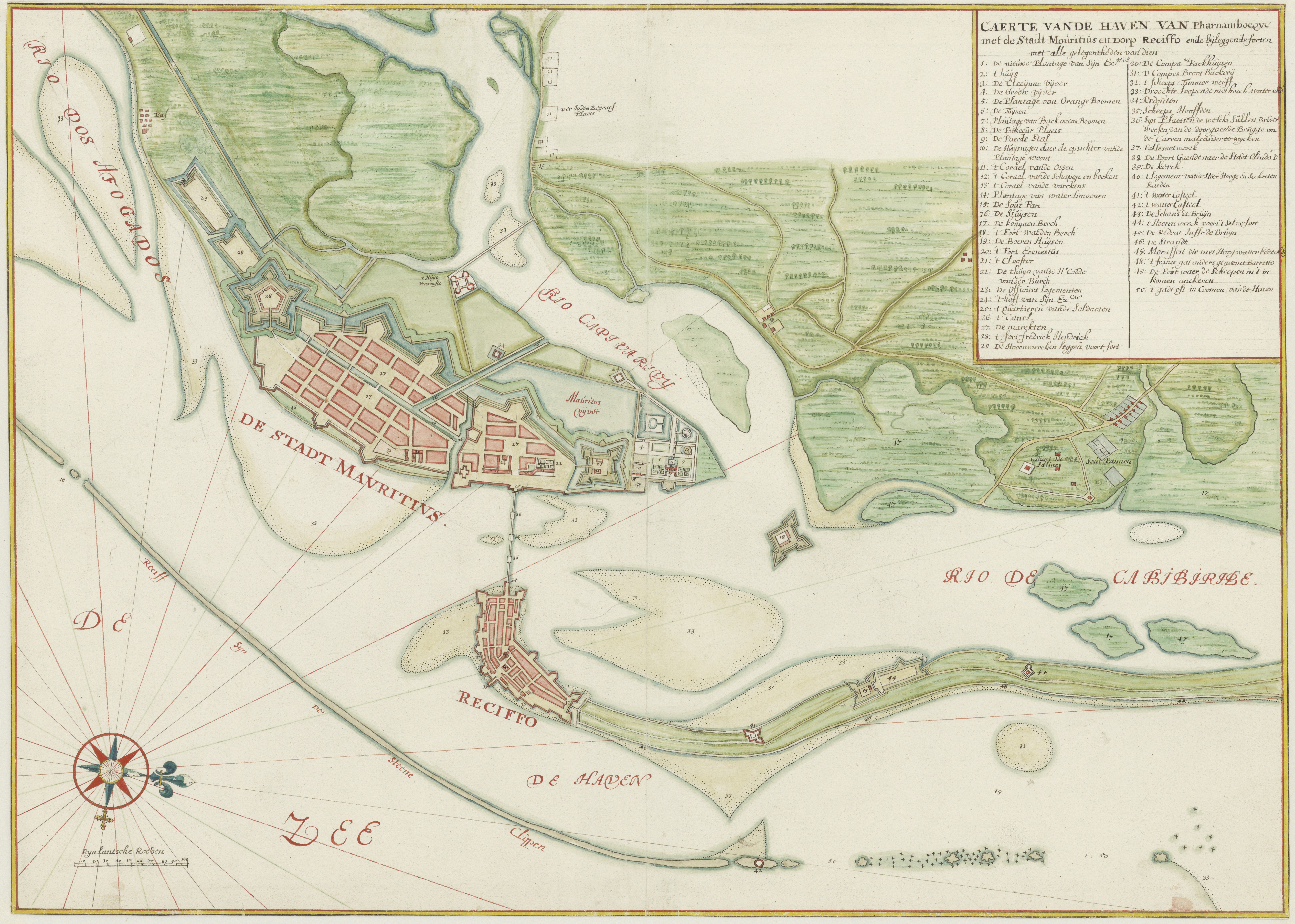
Cartina acquerellata delle città di Mauritsstad e Recife nel XVII secolo

Mauritsstad (o Mauritiopolis) fu la capitale del Brasile olandese oggi parte della città brasiliana di Recife. La città fu costruita a partire dal 1638 sull'isola di Antônio Vaz, situata nell'area antistante Recife, secondo il progetto dell'architetto olandese Pieter Post. Prese il nome dal governatore Giovanni Maurizio di Nassau-Siegen, fondatore della città e costruttore dell'adiacente palazzo di Vrijburgh (Huis Vrijburgh). Mauritsstad era il centro culturale del Nuovo Mondo, dotata del primo giardino botanico e del primo zoo d'America, nonché di un museo con trecento esemplari di scimmie impagliate. La comunità ebraica della città vi costruì la Sinagoga Kahal Zur Israel, la prima sinagoga delle Americhe. Altro importante edificio costruito durante la dominazione olandese fu il palazzo fortificato Schoonzicht (in portoghese Palacio da Boa Vista), in gran parte oggi distrutto, del quale rimane solo il torrione centrale incorporato nel complesso della Basílica e Convento de Nossa Senhora do Carmo. La città venne poi riconquistata dai portoghesi nel 1654.